# 普利茅斯教堂
普利茅斯教堂（Plymouth Church）是纽约市布鲁克林区一座历史悠久的公理会教堂，位于布鲁克林高地奥兰治街57号。

## 建筑
普利茅斯教堂建于1849–50年，其设计师约瑟夫 C. 威尔斯后来成为美国建筑师学会创始人之一。

## 历史
该堂创建于1847年，为布鲁克林第三个公理会堂会。首任牧师亨利·沃德·比彻为废奴主义运动领袖，该堂则为“地下鐵路”的一个车站。花园内有一尊比彻雕像。
1934年，普利茅斯教堂与公理会朝圣堂（布鲁克林第一个公理会）合并，亨利街原朝圣堂建筑现为天主教马龙派的黎巴嫩圣母堂（纽约市地标）。
该堂于1961年列入國家史蹟名錄。1966年列为美國國家歷史地標。1965年所在街区列为布鲁克林高地历史街区。